# Pierre Vincent (général)
Pour les articles homonymes, voir Pierre Vincent et Vincent.
Pierre Vincent est un général français né le 11 avril 1914 à Oujda et mort le 11 novembre 2015 à Chambéry.
Soldat pendant 37 ans, il prend part à la Seconde Guerre mondiale, la guerre d'Indochine et la guerre d'Algérie, et est blessé trois fois.

## Biographie

### Origines familiales
Pierre Vincent, issu d'une famille de tradition militaire, naît à Oujda alors que son père, le général Jean Vincent (dit « Vény » dans la Résistance) est lieutenant au 1er bataillon d'Afrique en poste à Debdou. Son grand père est le médecin militaire Louis-Alexandre Vincent (1842-1904).
Après la Grande Guerre, il vit dans un cadre militaire en Algérie, puis au Maroc lorsque son père sert au 2e régiment étranger à Meknès. Il effectue ses études secondaires au lycée Poeymirou de Meknès ; reçu bachelier ès mathématiques élémentaires en 1933 et 1934, il est admissible à l'école spéciale militaire de Saint-Cyr en 1934. Ses études terminées, il choisit la carrière militaire et s'engage par devancement d'appel le 1er octobre 1934.
Il épouse, le 26 février 1941, Marie-Antoinette de Regnauld de Lannoy de Bissy (1916-2012), fille de Pierre, comte de Bissy, et de Marie-Ange de Maistre (descendante de deux grandes familles nobles savoyardes, de Maistre et de Regnauld de Lannoy de Bissy) et petite-fille de Richard de Regnauld de Lannoy de Bissy. Ils ont six enfants.

### Sous les drapeaux
(novembre 2015).
- Engagé volontaire au 13e régiment de tirailleurs africains à Fès le 15 octobre 1934
- Élève du peloton des candidats EOR à Mazagan (Maroc) en hiver 1934 et au peloton EOR de Saint-Maixent en 1935
- 1935 : sous-lieutenant, il sert en situation d'activité au 80e RI à Metz.
- 1938 : admis à l'École militaire d'infanterie et des chars de combat (EMICC)
- 1939 : à la déclaration de guerre, il est lieutenant, chef de section, sur la frontière lorraine.
- 1939-1940 : il suit des cours de spécialiste de l'infanterie à Mourmelon.
- 1940 : il est envoyé comme instructeur au centre de formation des EAR au camp de La Courtine. Il combat sur la Loire en juin 1940[DL 1] , puis se porte volontaire pour rejoindre l'Algérie en 1941.
- Affecté au 7e Régiment de tirailleurs algériens, il débarque à Noël 1943 en Italie, combat à Monte Cassino, puis en août 1944 débarque en Provence avec la 3e DIA[DL 1].
- 25 décembre 1944, il est promu capitaine.
- En mars 1947, il rejoint l'Indochine, où il combat jusqu'en 1949.
- 20 janvier 1953, il est promu commandant.
- De 1954 à 1960, il est au Maroc, puis jusqu'en 1962 participe à la guerre d'Algérie.
- 1er juillet 1959, il est promu lieutenant-colonel.
- 1er avril 1963, il est promu colonel.
- 1er janvier 1970 : brevet de qualification supérieure.
- 15 mai 1971, il est nommé général de brigade

#### Blessures
- 27 novembre 1943 à Bou-Tlelis (Algérie)
- 21 juin 1949 à Dong Xoai (Cochinchine)
- 24 février 1957 à Inkernam (Algérie)

### Retraite
Présent dans de nombreuses associations, il est élu en 1971 à l'Académie de Savoie. Il en devient membre agrégé en 1986.
En avril 2014, une cérémonie a lieu en préfecture de Savoie pour son centenaire.
Il meurt le 11 novembre 2015 à la résidence Saint-Benoît de Chambéry, à l'âge de 101 ans,.

## Publications
Il s'agit de communications faites à l'Académie de Savoie.
- Contribution à l'historique des troupes alpines (le G.U.I no 14 et le 108e R.I.A. dans la campagne de France 1939-1940), 1985
- Notes sur Camille de Regnauld de Lannoy de Bissy (1809-1881), 1986
- La prise de Constantine en 1837, Académie de Savoie, 16 mars 1988
- Le colonel Richard de Régnauld de Lannoy de Bissy (1844-1906), ingénieur militaire et cartographe, Académie de Savoie, 17 mai 1989 (in Lettreno 7, 1991[4])
- Il y a cinquante ans déjà (souvenirs 1939-1940), 1990
- Le Livre de ma famille, 2001

## Carrière militaire et distinctions

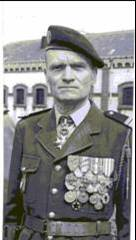
Commandeur de la Légion d'honneur.

### Citations
Le général Pierre Vincent a été cité à de nombreuses reprises :
- 3 février 1944 : à l'ordre de la division

« Ayant eu le bras cassé par accident, a refusé de se laisser évacuer. A participé dans ces conditions à l'attaque du Mona Casale le 12 janvier 1944 [...] a rempli toutes les missions dont il avait été chargé donnant à tous l'exemple du courage et du stoïcisme. »
- 27 juin 1944 : à l'ordre du corps d'armée
- 18 octobre 1944 : à l'ordre du corps d'armée
- 25 mai 1945 : à l'ordre de l'armée - citation attribuée avec la croix de Chevalier de la Légion d'honneur
- 6 août 1947 : à l'ordre de la division
- 12 octobre 1948 : à l'ordre de l'armée
- 26 septembre 1949 : à l'ordre de l'armée

« Exerçant le commandement de l'ensemble des éléments de protection de la route Thu Daumont-Ban Methuot [Indochine] le 21 juin 1949, a fait preuve comme à l'accoutumée, de belles qualités d'organisation et de dynamisme comme de courage. Dirigeant personnellement l'action de ses éléments sur le tronçon momentanément le plus soumis aux menaces [...], a décelé une troupe adverse qui [...] tentait de se placer en embuscade. Bien qu'effectuant une liaison et ne disposant que d'un personnel réduit [...] a attaqué [...] les obligeant à se dévoiler et à combattre, puis à prendre la fuite sans avoir pu se placer pour agir par surprise sur les éléments du convoi. A été blessé à l'épaule par balles [...] a continué à exercer son commandement. Malgré une évacuation très retardée [...] est resté un modèle de calme et de bonne humeur donnant un bel exemple de comportement de chef dans des circonstances graves [...] »

- 17 décembre 1956 : à l'ordre de la division
- 19 octobre 1957 : à l'ordre de la brigade
- 12 mai 1961 : à l'ordre de la division
- 5 avril 1962 : à l'ordre de la division

Citation étrangère
- 28 février 1945 : à l'ordre de la 7e armée américaine (général Patch)

Témoignages de satisfaction
- 24 août 1938 : à l'ordre de la brigade
- 11 mars 1954 : à l'ordre de l'armée
- 6 août 1955 : à l'ordre de la division

Fourragères à titre personnel
- Croix de Guerre 1939-1945 7e RTA
- Croix de Guerre des T.O.E. B.M. du 7e RTA

### Distinctions
|  |  |  |  |
|  |  |  |  |
|  |  |  |  |
|  |  |  |  |

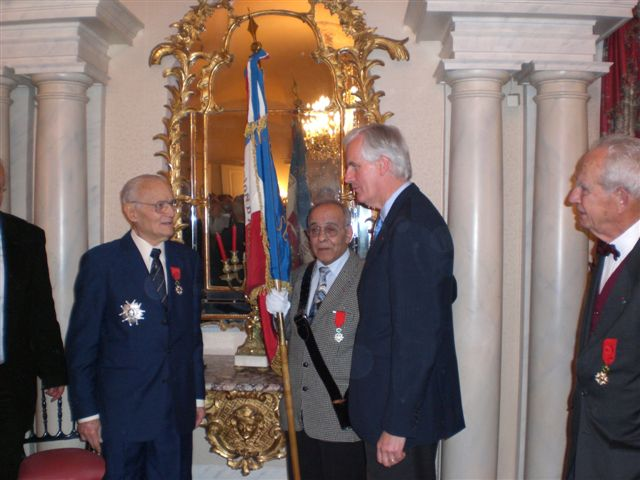
Michel Barnier, ministre des affaires étrangères, lui remet les insignes de grand-officier de la Légion d'honneur au château des ducs de Savoie à Chambéry, le 26 janvier 2008.

- Chevalier de la Légion d'honneur (14 juin 1945), nomination comportant l'attribution de la Croix de Guerre avec palmes
- Officier de la Légion d'honneur (8 juillet 1950), pour services exceptionnels de guerre en Extrême Orient
- Commandeur de la Légion d'honneur (30 juin 1962), pour services exceptionnels de guerre en Algérie
- Grand officier de la Légion d'honneur (26 janvier 2008)[DL 3],[DL 2]
- Croix de guerre 1939-1945 (4 citations)

« A droit à titre individuel au port de la fourragère aux couleurs de la Croix de Guerre 1939-1945 et au port de la fourragère aux couleurs de la Croix de Guerre des T.O.E. pour avoir pris part effectivement aux faits de guerre qui ont valu au 7e R.T.A. 3 citations à l'Ordre de l'Armée (1939-1945) et au bataillon de marche du 7e R.T.A. 2 citations à l'Ordre de l'Armée (Extrême-Orient) »

- Croix de guerre des Théâtres d'opérations extérieurs (3 citations)
- Croix de la Valeur militaire (4 citations)
- Silver Star Medal (1 citation)

« Pierre Vincent, Lieutenant du 7e régiment de tirailleurs algériens, pour son courage au combat du 1er octobre au 15 novembre 1944 en France. Au cours des opérations menées dans le sud-est de la France, le lieutenant Vincent, commandant de la compagnie d'armes lourdes, par ses tirs remarquablement préparés et ajustés a neutralisé des positions ennemies fortement défendues qui s'opposaient à l'avance, a réduit au silence une batterie de 76 mm et infligé de lourdes pertes à l'ennemi. Son sens élevé du commandement et les feux qu'il a conduits avec précision ont joué un rôle important dans le succès des opérations du régiment. »

- Officier d'Académie (1er février 1955)
- Croix du combattant
- Médaille commémorative 1939-1945, agrafes « France », « Afrique », « Italie », « Libération » et « Allemagne »
- Médaille commémorative de la campagne d'Italie
- Médaille commémorative de la campagne d'Indochine
- Médaille coloniale (médaille de la France outre-mer), agrafes « Tunisie » et « Indochine »
- Insigne des blessés[DL 2]
- Médaille commémorative d'Afrique du Nord
- Médaille d'honneur d'argent de l'Éducation physique et des Sports (27 août 1953)

### Autres décorations
- Médaille d'honneur de l'Académie des sciences, belles-lettres et arts de Savoie (11 avril 2014)
- Médaille de la ville de Chambéry (22 août 2014)